# Rott (música)
Rott es una histórica compañía checa de lutería, fundada en el año 1832 en Praga por los hermanos August Jakub y Vincenc Josef Rott. La compañía tendría diferentes denominaciones y propietarios a lo largo del tiempo, perteneciendo actualmente al grupo Amati-Kraslice, localizándose en Hradec Králové.

## Historia de la compañía

### La familia Rott
| Fotografía de Vincenc Josef Rott   | Vincenc Josef Rott (Brod, Reino de Bohemia, 18 de mayo de 1813 - Praga, Reino de Bohemia, 25 de diciembre de 1890), hijo de Cyprian Hilarius Rott y Magdalena Rottová Čechurová, nació en el seno de una familia numerosa, que llegaría a contar con 9 hijos y 5 hijastros (fruto de una anterior relación de su padre con Veronika Rottová Weiserová). Debido a desencuentros con su padre, a una temprana edad se trasladaría con su tío a la capital del Reino, Praga, formándose como comerciante en la compañía de semillas Egidi Kriner. Paralelamente, estudiaría idiomas de forma autodidacta, lo que le permitiría ser nombrado representante de la empresa en el extranjero, trabajando en países como Hungría, Turquía, Italia o Suiza. |
| Fotografía de August Jindřich Rott | August Jakub Rott (Brod, Reino de Bohemia, 30 de abril de 1815 - Praga, Reino de Bohemia, 30 de junio de 1868), hermano menor de Vincenc, adquiriría sus primeros conocimientos musicales a muy corta edad, siendo educado por el profesor František Gebauer e interpretando la trompeta en la agrupación local. En 1825 se trasladaría a Praga, donde aprendería el oficio de fabricante de herramientas con Anton Lipper (citado por algunos autores como Antonínu Geppertovi) hasta 1829, y continuaría su formación en el extranjero, trabajando en ciudades como Viena, Graz, Trieste o Milán. |

### Primera etapa: Gebrüder Rott (1832 - 1840)
Una vez de regreso a Bohemia, Vincenc y August fundarían en 1832 (algunas investigaciones lo sitúan en 1839) su primer taller de instrumentos musicales de viento metal en Praga bajo el nombre de Gebrüder Rott (Hermanos Rott). Sin embargo, las discrepancias entre ambos socios provocarían que pronto tomaran caminos diferentes, siendo August el continuador del negocio.
Vincenc fundaría en 1840 la ferretería Ryneček en la Plaza Pequeña de la Ciudad Vieja, germen de la futura compañía V. J. Rott, diversificando el negocio hacia el comercio de artículos genéricos, y participando en las exposiciones universales de Londes en 1851 (donde coincidiría con su hermano August como distribuidor de instrumentos musicales) y de Múnich en 1854. El edificio de estilo neorrenacentista U tří bílých růží (Las Tres Rosas Blancas) adquirido en 1955, es hoy en día el famoso Hotel Rott (cuya fachada está cubierta de frescos del pintor Mikoláš Aleš).

### Segunda etapa: A. J. Rott (1840 - 1868)
Durante este período, el taller Rott llevaría solamente el nombre de su fundador. August modificaría su segundo nombre en 1841, siendo desde entonces August Jindřich Rott, y adaptando las inscripciones de fabricación en función del país de destino. En 1844 se produciría su primera ampliación, fundando una filial en Viena, que sería seguida por almacenes y puntos de venta en Venecia y Nápoles.
El catálogo inicial de la compañía incluía una gran variedad de miembros, con instrumentos de viento-madera (flautas, clarinetes, oboes y cornos ingleses), cuerda (guitarras, arpas, violines y violonchelos) y percusión (címbalos, campanólogos), así como sus accesorios. Sin embargo, el grueso de la producción lo formaban los instrumentos de viento-metal, que serían el principal segmento de mercado de Rott, con instrumentos como la trompa, la trompeta, el trombón, el bugle, el oficleido, el bombardón, el clavicor o el corno di basso, de construcción natural o con mecanización cromática (como cilindros, válvulas vienesas, llaves y varas).
En esta etapa, el principal objetivo de la producción serían las bandas militares del ejército austríaco, y se desarrollarían diferentes innovaciones en la fabricación de los instrumentos, como la cornet-miniature en Fa de cuatro cilindros (1850), o el Glagol (1861). La empresa participaría en las exposiciones de Londres (1851), Munich (1854), París (1855), Londres (1862) y París (1867), donde la calidad de sus productos sería objeto de elogio.

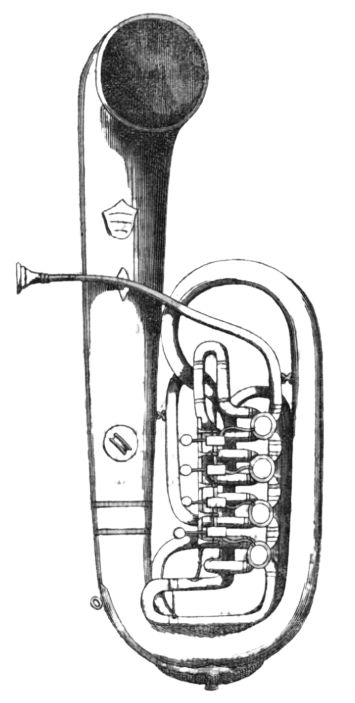
Glagol (1861), bombardino de campana frontal diseñado y patentado por A. J. Rott.

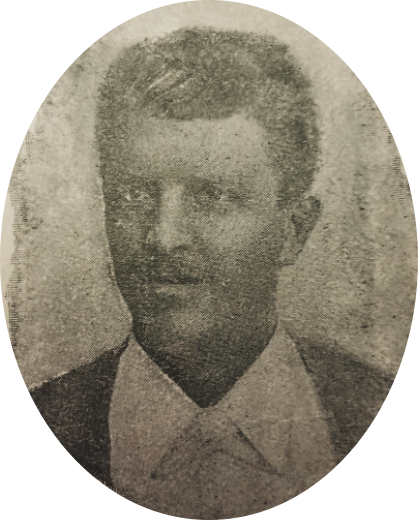
František Karel Rott (ca. 1912), heredero de la fábrica de instrumentos musicales de su padre.

### Tercera etapa: A. J. Rott syn (ca. 1869 - 1917)
Tras la muerte de August, el heredero natural del negocio fue su hijo František Karel Rott (Praga, 24 de abril de 1850 - Praga, 20 de agosto de 1917), quien había estado aprendiendo el oficio años atrás (ca. 1863 - ca. 1868). Sin embargo, y siguiendo los deseos de su padre, se marchó a trabajar al taller de Václav František Červený en Hradec Králové entre 1868 y 1869. Ese año regresaría a Praga para retomar el negocio familiar, haciéndose cargo del taller y ampliándolo hasta constituir una fábrica con cerca de 40 trabajadores.
Posteriormente a 1871, la empresa operaría desde Vinohrady bajo el nombre de August Jindřich Rott syn y, reorientando la línea de negocio, a partir de 1876 se convertiría en un importante suministrador de instrumentos para los ejércitos de Austria, España y la región del Cáucaso.
Durante su gestión, participaría en numerosos certámenes extranjeros, como la Exposición Universal de Viena (1873), los concursos de Kutná Hora de 1886 (obteniendo la medalla de oro) y Příbor de 1887, o la Exposición Universal de Barcelona (1888), donde obtendría la medalla de plata. A título personal, František participaría como juez en diversas exposiciones, y ejercería como presidente y miembro de la junta directiva de la Asociación de Fabricantes de Instrumentos de Praga, además de ejercer como instructor del oficio a diferentes generaciones de lutieres.

### Cuarta etapa: herederos de Rott (1917 - ca. 1945)
Tras la muerte de František en 1917, la empresa pasaría a manos de su viuda Aloise Rottová, (25 de septiembre de 1851 - 17 de septiembre de 1931), gestionándola junto con J. Pokorný. Desde 1929 se ocuparía de la compañía Karel Svoboda (nacido en 1873), quien había ejercido como contable entre 1895 y 1903, y se habría formado entre 1903 y 1907 como luthier.

### Quinta etapa: inclusión en Amati (1945 - Acte.)
En la primera mitad del siglo XX, la ciudad de Kraslice había pasado de poseer una decena de talleres de instrumentos musicales que empleaban a cientos de trabajadores (siendo un músculo en la industria de la música checoslovaca), a sufrir el hostigamiento de los nazis y la deportación de miles de personas a Alemania tras la Segunda Guerra Mundial.
En este contexto, en septiembre de 1945 se fundó la cooperativa Amati, que agrupó a numerosas empresas musicales de la región, bajo la dirección de Karel Schamal (anteriormente, dirigente de Červený & Synove). Algunas de las empresas fundadoras fueron: Bohland & Fuchs, Josef Lídl, Stowasser y Rott. En 1948, tras la llegada del régimen comunista a Checoslovaquia, Amati fue nacionalizada y otras empresas fueron integradas en el grupo. La empresa fundada por August y Vincenc continuó operando bajo el título de Rott, y suministrando instrumentos de viento metal especialmente en la península ibérica.
Poco antes de la disolución de Checoslovaquia en 1993, la cooperativa fue privatizada y fusionada con Denak (Kraslice Wind Instruments), conformando la empresa Amati-Denak. En 2016, la compañía fue adquirida por la británica Geneva Instruments que, tras el Brexit, despediría a todos los trabajadores y buscaría su disolución. Amati entró en quiebra y detuvo totalmente su producción entre 2020 y 2021, consiguiendo retomar recientemente su actividad bajo el nombre de Amati-Kraslice.

## Identidad corporativa

### Adaptación idiomática de la marca
Antes de su integración en Amati, la compañía se identificaba bajo diferentes fórmulas, en función de la región idiomática del país cliente.
| Período    | Idioma checo             | Idioma español            | Idioma francés          | Idioma alemán             | Idioma inglés         | Idioma italiano     |
| ---------- | ------------------------ | ------------------------- | ----------------------- | ------------------------- | --------------------- | ------------------- |
| 1839-1840  | Gebrüder Rott            |                           |                         |                           |                       |                     |
| 1840-1868  | August Jindřich Rott     | Augusto Enrique Rott      | Auguste Henri Rott      | August Heinrich Rott      | August Henry Rott     | Augusto Enrico Rott |
| 1869-1945  | August Jindřich Rott syn | Augusto Enrique Rott hijo | Auguste Henri Rott fils | August Heinrich Rott sohn | August Henry Rott son |                     |
| 1945-Acte. | Rott                     | Rott                      | Rott                    | Rott                      | Rott                  | Rott                |

### Logotipado
Previamente a su introducción como marca del grupo Amati, la compañía no tenía una identificación homogénea, más allá de mantener el apellido de la familia Rott en todos sus productos. Al igual que otras fábricas de instrumentos musicales de la región, Rott optó por integrar la marca corporativa siguiendo diferentes opciones, siendo una de las más primitivas el grabado del constructor sobre el reborde o guirnalda instalada para reforzar la campana de los instrumentos de viento-metal.
La inclusión de medallones o sellos sobre las campanas de los instrumentos dio lugar a una amplia variedad de formas. Las más antiguas incluyen el emblema nacional del Imperio Austríaco, utilizando el águila bicéfala en los escudos de Rott. Los motivos florales y el grabado de instrumentos musicales también fue común en muchos sellos, con diversas formas compartidas por otras compañías.
Desde la absorción de Rott dentro de Amati, la compañía comenzó a identificar de forma unívoca sus productos utilizando sellos con forma de hoja de tres lóbulos.
| Sello         |                                                                                   |                                          |                                       |
| Transcripción | A. E. (Augusto Enrique) Rott hijo KR. (Královské) Vinohrady Praga - Reino Bohemia | Rott Czechoslovakia                      | Rott Czech Republic                   |
| Técnica       | Sello grabado y soldado a la campana                                              | Grabado directo sobre campana (mecánico) | Grabado directo sobre campana (láser) |
| Período       | 1869-1945                                                                         | 1945-1993                                | 1993-2020                             |